# ソンバトヘイ・フェレンツ
ソンバトヘイ・フェレンツ（ハンガリー語: Szombathelyi Ferenc, 1887年3月17日 - 1946年11月4日）は、ハンガリーの軍人。大将。第二次世界大戦時のハンガリー軍参謀総長（1941年9月6日 - 1944年4月19日）。ホルティ・ミクローシュの側近として知られた。
旧オーストリア・ハンガリー帝国のジェール生まれ。第一次世界大戦に従軍し、戦後、ハンガリー軍に入隊。1931年から第3混成旅団長。1933年、ハンガリー軍総司令官の副官に任命。1936年から聖リュドヴィク軍事アカデミー校長。1938年、参謀次長に任命。
1939年1月、第8軍団長となり、1941年7月、ソ連に侵攻。1941年8月1日、ソンバトヘイの指揮の下、ドイツ第17軍の編成下に入るカルパチア集団が編成された。第1山岳歩兵旅団、第8国境警備旅団、並びにダールノキ・ミクローシュ・ベーラ将軍の機動軍団（第2騎兵旅団欠）、兵員44,500人から成るカルパチア集団はガリツィアに侵攻し、ドニエストル川を渡河した。集団は最初の戦闘で大損害を被り、後にドイツ軍の南方軍集団に編入された。同年9月6日、退役したヴェルト・ヘンリクの代わりに、ハンガリー軍参謀総長に任命された。
1941年10月、ソンバトヘイの部隊はハンガリーに帰国し、機械化軍団が第17軍の下でウクライナ領域に投入された。ハンガリー国内では、ハンガリー軍は国土防衛にのみ使用されるべきだという声が上がり、ドイツ側との交渉の結果、ドイツへの軍事援助を最小化することができた。1944年4月19日、ヴェレシュ・ヤーノシュ将軍と交代。
終戦後、逮捕され、ハンガリー人民裁判所により禁固10年を言い渡された。間もなく、ユーゴスラビア当局に引き渡され、ペトロヴァラディンの戦犯法廷で裁かれる。彼はユーゴスラビア領内での戦争犯罪に対して死刑を言い渡され、1946年11月絞首刑となった。後に彼の被疑事実は根拠のないものと認められた。